# Clematicissus opaca
Clematicissus opaca là một loài thực vật hai lá mầm trong họ Nho. Loài này được (F.Muell.) Jackes & Rossetto mô tả khoa học đầu tiên năm 2006.